# L'incrociatore misterioso
L'incrociatore misterioso (Murder in the Fleet) è un film del 1935 diretto da Edward Sedgwick.
È un film giallo a sfondo drammatico statunitense con Robert Taylor e Jean Parker.

## Trama
Un nuovo sistema d'arma che rivoluzionerà la guerra navale deve essere installato sull'incrociatore comandato dal capitano Winslow e dal suo secondo, tenente Randolph. Quando il sistema arriva a bordo per l'installazione, lo accompagnano due tecnici della società produttrice, ma uno di questi viene ritrovato ucciso. Mentre sono in corso le indagini viene trovato assassinato anche il capo elettricista della nave. I due ufficiali ideano un piano che consente loro di smascherare il traditore, che altri non è che l'altro tecnico della società, che si vuole vendicare di non essere stato premiato per la sua invenzione. Il tenente Randolph non mancherà di trarre dalla vicenda l'occasione per innamorarsi della figlia di un ricco armatore, che sposerà.

## Produzione
Il film, diretto da Edward Sedgwick su una sceneggiatura di Frank Wead, Joseph Sherman e James Gleason e un soggetto di Edward Sedgwick, fu prodotto da Lucien Hubbard per la Metro-Goldwyn-Mayer e girato nei Metro-Goldwyn-Mayer Studios a Culver City e a San Pedro, California, dal 28 marzo al 17 aprile 1935.

## Distribuzione
Il copyright del film, richiesto dalla Metro-Goldwyn-Mayer Corp., fu registrato il 25 maggio 1935 con il numero LP5599.
Il film fu distribuito con il titolo Murder in the Fleet negli Stati Uniti dal 24 maggio 1935 al cinema dalla Metro-Goldwyn-Mayer.
Altre distribuzioni:
- in Danimarca il 24 febbraio 1936 (Mystik om bord)
- in Portogallo il 23 giugno 1936 (Um Crime na Armada)
- in Finlandia l'8 aprile 1938 (Laivasto vaarassa)
- in Austria (Gefahr im Dunkeln)
- in Brasile (O Cruzador Misterioso)
- in Grecia (O ypoploiarhos Randolph)
- in Jugoslavia (Zlocin u mornarici)

In Italia il film fu distribuito a partire dall'ottobre del 1935 dapprima con il titolo provvisorio de Il tenente Randolph e successivamente con quello definitivo

## Promozione
Le tagline sono:
- 2000 ears heard the shriek that meant murder! 2000 eyes saw the victim die!...but no one saw the murderer! (original Herald)
- YOU NAME THE KILLER!...Join the thousand men on the warship who saw Duval die! (original poster)
- You too, will be baffled by the murder committed before a ship full of witnesses!
- You too, will thrill as romance and hilarity rub shoulders with disaster!